# Copa do Mundo FIFA Sub-20 de 2015
A Copa do Mundo FIFA Sub-20 de 2015 foi a vigésima edição do torneio organizado pela Federação Internacional de Futebol (FIFA) e disputado na Nova Zelândia entre os dias 30 de maio a 20 de junho com a participação de 24 seleções.
A Sérvia conquistou o seu primeiro título como nação independente (a então Iugoslávia havia sido campeã em 1987) ao vencer o Brasil por 2–1 na final, com o gol da vitória sendo marcado na prorrogação.

## Qualificação
| Confederação                                  | Torneio qualificatório                  | Classificado(s)                                  |
| --------------------------------------------- | --------------------------------------- | ------------------------------------------------ |
| AFC (Ásia)                                    | Campeonato Asiático Sub-19 de 2014      | Catar Coreia do Norte Myanmar Uzbequistão        |
| CAF (África)                                  | Campeonato Africano Sub-20 de 2015      | Nigéria Senegal Gana Mali                        |
| CONCACAF (América do Norte, Central e Caribe) | Campeonato Sub-20 da CONCACAF de 2015   | México Panamá Honduras Estados Unidos            |
| CONMEBOL (América do Sul)                     | Campeonato Sul-Americano Sub-20 de 2015 | Argentina Uruguai Colômbia Brasil                |
| OFC (Oceania)                                 | Campeonato Sub-20 da OFC de 2014        | Fiji                                             |
| UEFA (Europa)                                 | Campeonato Europeu Sub-19 de 2014       | Alemanha Portugal Áustria Sérvia Ucrânia Hungria |
| Anfitrião                                     | Anfitrião                               | Nova Zelândia                                    |

## Sedes
Estas foram as cidades que sediaram os jogos da Copa do Mundo Sub-20 na Nova Zelândia.
| Auckland Christchurch Dunedin Hamilton New Plymouth Wellington Whangarei |                                          |                                                |                                           |                                    |
| Auckland Christchurch Dunedin Hamilton New Plymouth Wellington Whangarei | Auckland                                 | Christchurch                                   | Dunedin                                   | Hamilton                           |
| ------------------------------------------------------------------------ | ---------------------------------------- | ---------------------------------------------- | ----------------------------------------- | ---------------------------------- |
| Auckland Christchurch Dunedin Hamilton New Plymouth Wellington Whangarei | North Harbour Stadium Capacidade: 25 758 | Christchurch Stadium Capacidade: 17 808        | Otago Stadium Capacidade: 23 431          | Waikato Stadium Capacidade: 24 998 |
| Auckland Christchurch Dunedin Hamilton New Plymouth Wellington Whangarei |                                          |                                                |                                           |                                    |
| Auckland Christchurch Dunedin Hamilton New Plymouth Wellington Whangarei | New Plymouth                             | Wellington                                     | Whangarei                                 |                                    |
| Auckland Christchurch Dunedin Hamilton New Plymouth Wellington Whangarei | Stadium Taranaki Capacidade: 19 772      | Wellington Regional Stadium Capacidade: 35 324 | Northland Events Centre Capacidade: 8 186 |                                    |
| Auckland Christchurch Dunedin Hamilton New Plymouth Wellington Whangarei |                                          |                                                |                                           |                                    |

## Arbitragem
Esta é a lista de árbitros e assistentes que atuaram no Mundial:
| Árbitros                     | Assistentes                                   |
| AFC                          | AFC                                           |
| ---------------------------- | --------------------------------------------- |
| KSA Fahad Al-Mirdasi         | KSA Abdullah Al-Shalwai OMA Abu Bakar Al-Amri |
| KOR Kim Jong-Hyeok           | KOR Yoon Kwang-Yeol KOR Yang Byoung-Eun       |
| JPN Ryuji Sato               | JPN Akane Yagi JPN Hiroshi Yamauchi           |
| SIN Muhammad Taqi Aljaafari• |                                               |
| CAF                          |                                               |
| SEY Bernard Camille          | RSA Zakhele Siwela CIV Marius Tan             |
| EGY Gehad Grisha             | SDN Waleed Ahmed ERI Berhe Tesfagiorghis      |
| GAB Eric Otogo-Castane       | CMR Elvis Noupue NIG Yahaya Mahamadou         |
| GHA Joseph Lamptey•          |                                               |
| CONCACAF                     |                                               |
| CRC Henry Bejarano           | CRC Octavio Jara CRC Carlos Fernández         |
| MEX César Ramos              | MEX Alberto Morín MEX Miguel Hernández        |
| PAN John Pitti               | PAN Juan Baines PAN Gabriel Victoria          |
| HON Armando Castro•          |                                               |
| OFC                          |                                               |
| NZL Matt Conger              | TGA Tevita Makasini NZL Simon Lount           |
| NZL Nicholas Waldron•        |                                               |

| Árbitros                | Assistentes                                  |
| CONMEBOL                | CONMEBOL                                     |
| ----------------------- | -------------------------------------------- |
| URU Daniel Fedorczuk    | URU Nicolás Taran URU Richard Trinidad       |
| BRA Ricardo Marques     | BRA Kléber Lúcio Gil BRA Bruno Boschilia     |
| ARG Mauro Vigliano      | ARG Ezequiel Brailovsky ARG Iván Núñez       |
| ECU Roddy Zambrano      | ECU Luis Vera ECU Juan Carlos Macias         |
| VEN Jesús Valenzuela•   |                                              |
| UEFA                    |                                              |
| CRO Ivan Bebek          | CRO Tomislav Petrović CRO Miro Grgić         |
| POR Artur Soares Dias   | POR Rui Barbosa POR Alvaro Carvalho          |
| ROU Ovidiu Haţegan      | ROU Octavian Şovre ROU Sebastian Gheorghe    |
| ESP Antonio Mateu Lahoz | ESP Pau Cebrián Devis ESP Roberto Díaz Pérez |
| ITA Daniele Orsato      | ITA Mauro Tonolini ITA Lorenzo Manganelli    |
| HUN István Vad          | HUN István Albert HUN Vencel Toth            |
| GER Felix Zwayer        | GER Thorsten Schiffner GER Marco Achmüller   |
| ISR Liran Liany•        |                                              |

• Árbitro reserva

## Sorteio
O sorteio que determinou a composição dos grupos foi realizado em 13 de fevereiro de 2015 em Auckland.
As 24 seleções classificadas foram divididas em quatro potes:
- Pote 1: País sede e campeões continentais das seis confederações
- Pote 2: Seleções restantes da AFC e CAF
- Pote 3: Seleções restantes da CONCACAF e CONMEBOL
- Pote 4: Seleções restantes da OFC e UEFA

Como o Campeonato Africano Sub-20 de 2015 ainda não havia sido realizado à época do sorteio, um novo sorteio foi feito para determinar os grupos das seleções classificadas em segundo, terceiro e quarto lugar no continente.
| Pote 1 | Pote 2                                                   | Pote 3                                                 | Pote 4                                       |
| --- | -------------------------------------------------------- | ------------------------------------------------------ | -------------------------------------------- |
| Nova Zelândia (atribuído ao grupo A) Argentina (atribuído ao grupo B) Catar (atribuído ao grupo C) México (atribuído ao grupo D) Nigéria¹ (atribuído ao grupo E) Alemanha (atribuído ao grupo F) | Coreia do Norte Myanmar Uzbequistão Gana¹ Mali¹ Senegal¹ | Honduras Panamá Estados Unidos Brasil Colômbia Uruguai | Fiji Áustria Hungria Portugal Sérvia Ucrânia |

¹Seleções não definidas à época do sorteio.

## Fase de grupos
|  | Equipes classificadas às oitavas de final               |
|  | Equipes classificadas como melhores terceiros colocados |
|  | Equipes eliminadas                                      |

Todas as partidas seguiram o fuso horário local (UTC+12).

### Grupo A
| Pos. | Seleção        | P | J | V | E | D | GP | GC | SG  |
| ---- | -------------- | - | - | - | - | - | -- | -- | --- |
| 1    | Ucrânia        | 7 | 3 | 2 | 1 | 0 | 9  | 0  | +9  |
| 2    | Estados Unidos | 6 | 3 | 2 | 0 | 1 | 6  | 4  | +2  |
| 3    | Nova Zelândia  | 4 | 3 | 1 | 1 | 1 | 5  | 5  | 0   |
| 4    | Myanmar        | 0 | 3 | 0 | 0 | 3 | 2  | 13 | –11 |

| 30 de maio | Nova Zelândia | 0 – 0     | Ucrânia | North Harbour Stadium, Auckland             |
| 13:00      |               | Relatório |         | Público: 25 000 Árbitro: ARG Mauro Vigliano |

| 30 de maio | Estados Unidos         | 2 – 1     | Myanmar  | Northland Events Centre, Whangarei          |
| 16:00      | Tall 17' · Hyndman 56' | Relatório | Y. Oo 9' | Público: 5 816 Árbitro: SEY Bernard Camille |

| 2 de junho | Myanmar | 0 – 6     | Ucrânia                                                                         | Northland Events Centre, Whangarei          |
| 13:00      |         | Relatório | Yaremchuk 51' · Luchkevych 54' · Kovalenko 57', 77' · Sobol 68' · Biesiedin 71' | Público: 4 985 Árbitro: BRA Ricardo Marques |

| 2 de junho | Nova Zelândia | 0 – 4     | Estados Unidos                            | North Harbour Stadium, Auckland                  |
| 19:00      |               | Relatório | Rubin 6', 83' · Hyndman 33' · Arriola 58' | Público: 15 678 Árbitro: ESP Antonio Mateu Lahoz |

| 5 de junho | Myanmar | 1 – 5     | Nova Zelândia                                                              | Wellington Regional Stadium, Wellington |
| 19:00      | Thu 28' | Relatório | Billingsley 40' · Patterson 47' · Stevens 78' · Brotherton 81' · Lewis 89' | Público: 15 527 Árbitro: PAN John Pitti |

| 5 de junho | Ucrânia                 | 3 – 0     | Estados Unidos | North Harbour Stadium, Auckland                |
| 19:00      | Kovalenko 56', 74', 79' | Relatório |                | Público: 7 694 Árbitro: GAB Eric Otogo-Castane |

### Grupo B
| Pos. | Seleção   | P | J | V | E | D | GP | GC | SG |
| ---- | --------- | - | - | - | - | - | -- | -- | -- |
| 1    | Gana      | 7 | 3 | 2 | 1 | 0 | 5  | 3  | +2 |
| 2    | Áustria   | 5 | 3 | 1 | 2 | 0 | 3  | 2  | +1 |
| 3    | Argentina | 2 | 3 | 0 | 2 | 1 | 4  | 5  | –1 |
| 4    | Panamá    | 1 | 3 | 0 | 1 | 2 | 3  | 5  | –2 |

| 30 de maio | Argentina       | 2 – 2     | Panamá                      | Wellington Regional Stadium, Wellington       |
| 16:00      | Correa 14', 79' | Relatório | Rodríguez 19' · Escobar 84' | Público: 9 204 Árbitro: POR Artur Soares Dias |

| 30 de maio | Gana                  | 1 – 1     | Áustria       | Wellington Regional Stadium, Wellington      |
| 19:00      | Y. Yeboah 90+1' (pen) | Relatório | Gschweidl 50' | Público: 9 204 Árbitro: KSA Fahad Al-Mirdasi |

| 2 de junho | Áustria                              | 2 – 1     | Panamá      | Wellington Regional Stadium, Wellington  |
| 16:00      | Hormechea 45+1' (g.c.) · Grubeck 51' | Relatório | Escobar 38' | Público: 2 009 Árbitro: EGY Gehad Grisha |

| 2 de junho | Argentina                 | 2 – 3     | Gana                                              | Wellington Regional Stadium, Wellington |
| 19:00      | Simeone 80' · Buendía 90' | Relatório | B. Tetteh 44' · Aboagye 59' · Y. Yeboah 69' (pen) | Público: 5 542 Árbitro: CRO Ivan Bebek  |

| 5 de junho | Áustria | 0 – 0     | Argentina | Wellington Regional Stadium, Wellington |
| 16:00      |         | Relatório |           | Público: 13 874 Árbitro: JPN Ryuji Sato |

| 5 de junho | Panamá | 0 – 1     | Gana        | North Harbour Stadium, Auckland            |
| 16:00      |        | Relatório | Boateng 82' | Público: 3 637 Árbitro: ITA Daniele Orsato |

### Grupo C
| Pos. | Seleção  | P | J | V | E | D | GP | GC | SG |
| ---- | -------- | - | - | - | - | - | -- | -- | -- |
| 1    | Portugal | 9 | 3 | 3 | 0 | 0 | 10 | 1  | +9 |
| 2    | Colômbia | 4 | 3 | 1 | 1 | 1 | 3  | 4  | –1 |
| 3    | Senegal  | 4 | 3 | 1 | 1 | 1 | 3  | 5  | –2 |
| 4    | Catar    | 0 | 3 | 0 | 0 | 3 | 1  | 7  | –6 |

| 31 de maio | Catar | 0 – 1     | Colômbia      | Waikato Stadium, Hamilton               |
| 13:00      |       | Relatório | Rodríguez 24' | Público: 7 461 Árbitro: NZL Matt Conger |

| 31 de maio | Portugal                                                | 3 – 0     | Senegal | Waikato Stadium, Hamilton                |
| 16:00      | Gelson Martins 1' · André Silva 90' · Nuno Santos 90+2' | Relatório |         | Público: 10 362 Árbitro: MEX César Ramos |

| 3 de junho | Catar | 0 – 4     | Portugal                                          | Waikato Stadium, Hamilton                    |
| 16:00      |       | Relatório | André Silva 34' · Ivo 42', 66' · João Vigário 74' | Público: 1 864 Árbitro: URU Daniel Fedorczuk |

| 3 de junho | Senegal   | 1 – 1     | Colômbia         | Waikato Stadium, Hamilton              |
| 19:00      | Thiam 23' | Relatório | Zapata 43' (pen) | Público: 3 981 Árbitro: HUN István Vad |

| 6 de junho | Senegal              | 2 – 1     | Catar          | Waikato Stadium, Hamilton                |
| 13:00      | Sylla 76' · Koné 81' | Relatório | Afif 17' (pen) | Público: 3 791 Árbitro: GER Felix Zwayer |

| 6 de junho | Colômbia  | 1 – 3     | Portugal                                    | Otago Stadium, Dunedin                     |
| 13:00      | Borré 74' | Relatório | Nuno Santos 3' · André Silva 55' (pen), 67' | Público: 6 950 Árbitro: CRC Henry Bejarano |

### Grupo D
| Pos. | Seleção | P | J | V | E | D | GP | GC | SG |
| ---- | ------- | - | - | - | - | - | -- | -- | -- |
| 1    | Sérvia  | 6 | 3 | 2 | 0 | 1 | 4  | 1  | +3 |
| 2    | Uruguai | 4 | 3 | 1 | 1 | 1 | 3  | 3  | 0  |
| 3    | Mali    | 4 | 3 | 1 | 1 | 1 | 3  | 3  | 0  |
| 4    | México  | 3 | 3 | 1 | 0 | 2 | 2  | 5  | –3 |

- Uruguai e Mali empataram em todos os critérios de classificação (pontos, saldo de gols, gols marcados e confronto direto). Um sorteio determinou suas posições finais no grupo.[10]

| 31 de maio | México | 0 – 2     | Mali                       | Otago Stadium, Dunedin                   |
| 13:00      |        | Relatório | A. Traoré 77' · Gbakle 79' | Público: 4 299 Árbitro: GER Felix Zwayer |

| 31 de maio | Uruguai     | 1 – 0     | Sérvia | Otago Stadium, Dunedin                 |
| 16:00      | Pereiro 56' | Relatório |        | Público: 6 048 Árbitro: JPN Ryuji Sato |

| 3 de junho | México                          | 2 – 1     | Uruguai    | Otago Stadium, Dunedin                     |
| 16:00      | Lozano 71' · K. Gutiérrez 90+2' | Relatório | Suárez 83' | Público: 2 038 Árbitro: ROU Ovidiu Haţegan |

| 3 de junho | Sérvia                      | 2 – 0     | Mali | Otago Stadium, Dunedin                     |
| 19:00      | Milinković 27' · Mandić 74' | Relatório |      | Público: 4 012 Árbitro: ECU Roddy Zambrano |

| 6 de junho | Sérvia                       | 2 – 0     | México | Otago Stadium, Dunedin                      |
| 16:00      | Maksimović 2' · Živković 43' | Relatório |        | Público: 9 248 Árbitro: BRA Ricardo Marques |

| 6 de junho | Mali          | 1 – 1     | Uruguai    | Waikato Stadium, Hamilton                     |
| 16:00      | A. Traoré 44' | Relatório | Acosta 17' | Público: 6 791 Árbitro: POR Artur Soares Dias |

### Grupo E
| Pos. | Seleção         | P | J | V | E | D | GP | GC | SG  |
| ---- | --------------- | - | - | - | - | - | -- | -- | --- |
| 1    | Brasil          | 9 | 3 | 3 | 0 | 0 | 9  | 3  | +6  |
| 2    | Nigéria         | 6 | 3 | 2 | 0 | 1 | 8  | 4  | +4  |
| 3    | Hungria         | 3 | 3 | 1 | 0 | 2 | 6  | 5  | +1  |
| 4    | Coreia do Norte | 0 | 3 | 0 | 0 | 3 | 1  | 12 | –11 |

| 1 de junho | Nigéria                  | 2 – 4     | Brasil                                              | Stadium Taranaki, New Plymouth             |
| 13:00      | Success 10' · Yahaya 28' | Relatório | Gabriel Jesus 4' · Judivan 34', 82' · Boschilia 59' | Público: 5 887 Árbitro: ITA Daniele Orsato |

| 1 de junho | Coreia do Norte  | 1 – 5     | Hungria                                        | Stadium Taranaki, New Plymouth             |
| 16:00      | Choe Ju-Song 32' | Relatório | Mervó 17', 49', 82' · Kalmár 33' · Forgács 60' | Público: 8 153 Árbitro: CRC Henry Bejarano |

| 4 de junho | Nigéria                                     | 4 – 0     | Coreia do Norte | Stadium Taranaki, New Plymouth             |
| 16:00      | Saviour 48', 51' · Sokari 71' · Success 80' | Relatório |                 | Público: 1 114 Árbitro: ARG Mauro Vigliano |

| 4 de junho | Hungria  | 1 – 2     | Brasil                                 | Stadium Taranaki, New Plymouth               |
| 19:00      | Mervó 8' | Relatório | Danilo 50' · Andreas Pereira 86' (pen) | Público: 4 077 Árbitro: KSA Fahad Al-Mirdasi |

| 7 de junho | Hungria | 0 – 2     | Nigéria          | Stadium Taranaki, New Plymouth             |
| 17:00      |         | Relatório | Awoniyi 33', 54' | Público: 3 184 Árbitro: ECU Roddy Zambrano |

| 7 de junho | Brasil                                                      | 3 – 0     | Coreia do Norte | Christchurch Stadium, Christchurch       |
| 17:00      | Min Hyo-Song 60' (g.c.) · Jean Carlos 66' · Léo Pereira 86' | Relatório |                 | Público: 15 298 Árbitro: NZL Matt Conger |

### Grupo F
| Pos. | Seleção     | P | J | V | E | D | GP | GC | SG  |
| ---- | ----------- | - | - | - | - | - | -- | -- | --- |
| 1    | Alemanha    | 9 | 3 | 3 | 0 | 0 | 16 | 2  | +14 |
| 2    | Uzbequistão | 3 | 3 | 1 | 0 | 2 | 6  | 7  | –1  |
| 3    | Honduras    | 3 | 3 | 1 | 0 | 2 | 5  | 11 | –6  |
| 4    | Fiji        | 3 | 3 | 1 | 0 | 2 | 4  | 11 | –7  |

| 1 de junho | Alemanha                                                                                       | 8 – 1     | Fiji        | Christchurch Stadium, Christchurch     |
| 13:00      | Stark 18', 27' · Stendera 20' (pen) · Prömel 23' · Mukhtar 34', 40', 89' (pen) · Stefaniak 68' | Relatório | Verevou 48' | Público: 5 296 Árbitro: PAN John Pitti |

| 1 de junho | Uzbequistão                                     | 3 – 4     | Honduras                                       | Christchurch Stadium, Christchurch             |
| 16:00      | Khamdamov 31' · Shomurodov 79' · Urinboev 90+6' | Relatório | Benavídez 4' · Róchez 20', 90+2' · Álvarez 49' | Público: 6 679 Árbitro: GAB Eric Otogo-Castane |

| 4 de junho | Honduras | 0 – 3     | Fiji                                        | Christchurch Stadium, Christchurch         |
| 16:00      |          | Relatório | Verevou 14' · Waqa 19' · Álvarez 45' (g.c.) | Público: 1 220 Árbitro: KOR Kim Jong-Hyeok |

| 4 de junho | Alemanha                         | 3 – 0     | Uzbequistão | Christchurch Stadium, Christchurch      |
| 19:00      | Stendera 33', 84' · Akpoguma 59' | Relatório |             | Público: 3 393 Árbitro: MEX César Ramos |

| 7 de junho | Honduras           | 1 – 5     | Alemanha                                                              | Christchurch Stadium, Christchurch            |
| 14:00      | Schwäbe 19' (g.c.) | Relatório | Stendera 2' (pen) · Brandt 30' · Mukhtar 50' · Prömel 62' · Stark 81' | Público: 12 045 Árbitro: URU Daniel Fedorczuk |

| 7 de junho | Fiji | 0 – 3     | Uzbequistão                                   | Northland Events Centre, Whangarei          |
| 14:00      |      | Relatório | Shomurodov 62' · Urinboev 63' · Kosimov 90+3' | Público: 5 011 Árbitro: SEY Bernard Camille |

### Melhores terceiros classificados
As melhores quatro seleções terceiro colocadas nos grupos também avançam para as oitavas de final.
| Pos. | Seleção       | P | J | V | E | D | GP | GC | SG | Grupo |
| ---- | ------------- | - | - | - | - | - | -- | -- | -- | ----- |
| 1    | Nova Zelândia | 4 | 3 | 1 | 1 | 1 | 5  | 5  | 0  | A     |
| 2    | Mali          | 4 | 3 | 1 | 1 | 1 | 3  | 3  | 0  | D     |
| 3    | Senegal       | 4 | 3 | 1 | 1 | 1 | 3  | 5  | –2 | C     |
| 4    | Hungria       | 3 | 3 | 1 | 0 | 2 | 6  | 5  | +1 | E     |
| 5    | Honduras      | 3 | 3 | 1 | 0 | 2 | 5  | 11 | –6 | F     |
| 6    | Argentina     | 2 | 3 | 0 | 2 | 1 | 4  | 5  | –1 | B     |

## Fase final

### Esquema
|  | Oitavas de final           | Oitavas de final           |                            |       | Quartas de final | Quartas de final |                        |                        | Semifinais | Semifinais |  |  | Final | Final |
|  |                            |                            |                            |       |                  |                  |                        |                        |            |            |  |  |       |       |
|  | 11 de junho – New Plymouth |                            |                            |       |                  |                  |                        |                        |            |            |  |  |       |       |
|  |                            |                            |                            |       |                  |                  |                        |                        |            |            |  |  |       |       |
|  | Brasil (pen)               | 0 (5)                      |                            |       |                  |                  |                        |                        |            |            |  |  |       |       |
|  | Brasil (pen)               | 0 (5)                      | 14 de junho – Hamilton     |       |                  |                  |                        |                        |            |            |  |  |       |       |
|  | Uruguai                    | 0 (4)                      |                            |       |                  |                  |                        |                        |            |            |  |  |       |       |
|  | Uruguai                    | 0 (4)                      | Brasil (pen)               | 0 (3) |                  |                  |                        |                        |            |            |  |  |       |       |
|  | 11 de junho – Hamilton     |                            | Brasil (pen)               | 0 (3) |                  |                  |                        |                        |            |            |  |  |       |       |
|  |                            | Portugal                   | 0 (1)                      |       |                  |                  |                        |                        |            |            |  |  |       |       |
|  | Portugal                   | Portugal                   | 0 (1)                      | 2     |                  |                  |                        |                        |            |            |  |  |       |       |
|  | Portugal                   |                            | 17 de junho – Christchurch | 2     |                  |                  |                        |                        |            |            |  |  |       |       |
|  | Nova Zelândia              | 1                          |                            |       |                  |                  |                        |                        |            |            |  |  |       |       |
|  | Nova Zelândia              | 1                          | Brasil                     | 5     |                  |                  |                        |                        |            |            |  |  |       |       |
|  | 11 de junho – Whangarei    |                            | Brasil                     | 5     |                  |                  |                        |                        |            |            |  |  |       |       |
|  |                            | Senegal                    | 0                          |       |                  |                  |                        |                        |            |            |  |  |       |       |
|  | Áustria                    | Senegal                    | 0                          | 0     |                  |                  |                        |                        |            |            |  |  |       |       |
|  | Áustria                    | 14 de junho – Wellington   |                            | 0     |                  |                  |                        |                        |            |            |  |  |       |       |
|  | Uzbequistão                | 2                          |                            |       |                  |                  |                        |                        |            |            |  |  |       |       |
|  | Uzbequistão                | 2                          | Uzbequistão                | 0     |                  |                  |                        |                        |            |            |  |  |       |       |
|  | 10 de junho – Auckland     |                            | Uzbequistão                | 0     |                  |                  |                        |                        |            |            |  |  |       |       |
|  |                            | Senegal                    | 1                          |       |                  |                  |                        |                        |            |            |  |  |       |       |
|  | Ucrânia                    | Senegal                    | 1                          | 1 (1) |                  |                  |                        |                        |            |            |  |  |       |       |
|  | Ucrânia                    |                            | 20 de junho – Auckland     | 1 (1) |                  |                  |                        |                        |            |            |  |  |       |       |
|  | Senegal (pen)              | 1 (3)                      |                            |       |                  |                  |                        |                        |            |            |  |  |       |       |
|  | Senegal (pen)              | 1 (3)                      | Brasil                     | 1     |                  |                  |                        |                        |            |            |  |  |       |       |
|  | 10 de junho – Wellington   |                            | Brasil                     | 1     |                  |                  |                        |                        |            |            |  |  |       |       |
|  |                            | Sérvia (pro)               | 2                          |       |                  |                  |                        |                        |            |            |  |  |       |       |
|  | Estados Unidos             | Sérvia (pro)               | 2                          | 1     |                  |                  |                        |                        |            |            |  |  |       |       |
|  | Estados Unidos             | 14 de junho – Auckland     |                            | 1     |                  |                  |                        |                        |            |            |  |  |       |       |
|  | Colômbia                   | 0                          |                            |       |                  |                  |                        |                        |            |            |  |  |       |       |
|  | Colômbia                   | 0                          | Estados Unidos             | 0 (5) |                  |                  |                        |                        |            |            |  |  |       |       |
|  | 10 de junho – Dunedin      |                            | Estados Unidos             | 0 (5) |                  |                  |                        |                        |            |            |  |  |       |       |
|  |                            | Sérvia (pen)               | 0 (6)                      |       |                  |                  |                        |                        |            |            |  |  |       |       |
|  | Sérvia (pro)               | Sérvia (pen)               | 0 (6)                      | 2     |                  |                  |                        |                        |            |            |  |  |       |       |
|  | Sérvia (pro)               |                            | 17 de junho – Auckland     | 2     |                  |                  |                        |                        |            |            |  |  |       |       |
|  | Hungria                    | 1                          |                            |       |                  |                  |                        |                        |            |            |  |  |       |       |
|  | Hungria                    | 1                          | Sérvia (pro)               | 2     |                  |                  |                        |                        |            |            |  |  |       |       |
|  | 10 de junho – Wellington   |                            | Sérvia (pro)               | 2     |                  |                  |                        |                        |            |            |  |  |       |       |
|  |                            | Mali                       | 1                          |       | Terceiro lugar   | Terceiro lugar   |                        |                        |            |            |  |  |       |       |
|  | Gana                       | Mali                       | 1                          | 0     | Terceiro lugar   | Terceiro lugar   |                        |                        |            |            |  |  |       |       |
|  | Gana                       | 14 de junho – Christchurch | 14 de junho – Christchurch | 0     |                  |                  | 20 de junho – Auckland | 20 de junho – Auckland |            |            |  |  |       |       |
|  | Mali                       | 14 de junho – Christchurch | 14 de junho – Christchurch | 3     |                  |                  | 20 de junho – Auckland | 20 de junho – Auckland |            |            |  |  |       |       |
|  | Mali                       | Mali (pen)                 | 1 (4)                      | 3     | Senegal          | 1                |                        |                        |            |            |  |  |       |       |
|  | 11 de junho – Christchurch | Mali (pen)                 | 1 (4)                      |       | Senegal          | 1                |                        |                        |            |            |  |  |       |       |
|  |                            | Alemanha                   | 1 (3)                      |       | Mali             | 3                |                        |                        |            |            |  |  |       |       |
|  | Alemanha                   | Alemanha                   | 1 (3)                      | 1     | Mali             | 3                |                        |                        |            |            |  |  |       |       |
|  | Alemanha                   |                            |                            | 1     |                  |                  |                        |                        |            |            |  |  |       |       |
|  | Nigéria                    | 0                          |                            |       |                  |                  |                        |                        |            |            |  |  |       |       |
|  | Nigéria                    | 0                          |                            |       |                  |                  |                        |                        |            |            |  |  |       |       |

### Oitavas de final
| 10 de junho | Gana | 0 – 3     | Mali                                      | Wellington Regional Stadium, Wellington  |
| 16:00       |      | Relatório | Samassékou 20' · Gbakle 53' · Doumbia 81' | Público: 2 235 Árbitro: EGY Gehad Grisha |

| 10 de junho | Sérvia                               | 2 – 1 (pro) | Hungria   | Otago Stadium, Dunedin                          |
| 16:00       | Šaponjić 90+1' · Talabér 118' (g.c.) | Relatório   | Mervó 57' | Público: 5 149 Árbitro: ESP Antonio Mateu Lahoz |

| 10 de junho | Estados Unidos | 1 – 0     | Colômbia | Wellington Regional Stadium, Wellington |
| 19:30       | Rubin 58'      | Relatório |          | Público: 6 062 Árbitro: CRO Ivan Bebek  |

| 10 de junho | Ucrânia       | 1 – 1 (pro) | Senegal  | North Harbour Stadium, Auckland             |
| 19:30       | Biesiedin 70' | Relatório   | Sarr 83' | Público: 6 905 Árbitro: BRA Ricardo Marques |

|                                    |       | Penalidades      |  |
| Chumak Kharatin Habelok Luchkevych | 1 – 3 | Sarr Sylla Niang |  |

| 11 de junho | Áustria | 0 – 2     | Uzbequistão        | Northland Events Centre, Whangarei     |
| 16:00       |         | Relatório | Khamdamov 47', 57' | Público: 3 964 Árbitro: PAN John Pitti |

| 11 de junho | Alemanha     | 1 – 0     | Nigéria | Christchurch Stadium, Christchurch           |
| 19:30       | Öztunalı 19' | Relatório |         | Público: 5 288 Árbitro: KSA Fahad Al-Mirdasi |

| 11 de junho | Portugal                               | 2 – 1     | Nova Zelândia | Waikato Stadium, Hamilton                   |
| 19:30       | Raphael Guzzo 24' · Gelson Martins 87' | Relatório | Holthusen 64' | Público: 10 492 Árbitro: KOR Kim Jong-Hyeok |

| 11 de junho | Brasil | 0 – 0 (pro) | Uruguai | Stadium Taranaki, New Plymouth         |
| 19:30       |        | Relatório   |         | Público: 4 358 Árbitro: HUN István Vad |

|                                                 |       | Penalidades                         |  |
| Andreas Pereira Lucão Danilo Jajá Gabriel Jesus | 5 – 4 | Arambarri Amaral Poyet Acosta Lemos |  |

### Quartas de final
| 14 de junho | Brasil | 0 – 0 (pro) | Portugal | Waikato Stadium, Hamilton                |
| 13:00       |        | Relatório   |          | Público: 9 945 Árbitro: GER Felix Zwayer |

|                                            |       | Penalidades                                      |  |
| Andreas Pereira Lucão Danilo Gabriel Jesus | 3 – 1 | Rony Lopes Raphael Guzzo André Silva Nuno Santos |  |

| 14 de junho | Mali          | 1 – 1 (pro) | Alemanha   | Christchurch Stadium, Christchurch      |
| 13:00       | Coulibaly 58' | Relatório   | Brandt 38' | Público: 7 007 Árbitro: MEX César Ramos |

|                                            |       | Penalidades                              |  |
| H. Traoré Guindo Koné A. Traoré Samassékou | 4 – 3 | Akpoguma Öztunalı Steinmann Brandt Stark |  |

| 14 de junho | Estados Unidos | 0 – 0 (pro) | Sérvia | North Harbour Stadium, Auckland                |
| 16:30       |                | Relatório   |        | Público: 10 826 Árbitro: POR Artur Soares Dias |

|                                                                           |       | Penalidades                                                                |  |
| Rubin Payne Arriola Hyndman Zelalem Soñora Delgado Carter-Vickers Requejo | 5 – 6 | Zdjelar Mandić Babić Grujić Živković Rajković Antonov Veljković Maksimović |  |

| 14 de junho | Uzbequistão | 0 – 1     | Senegal   | Wellington Regional Stadium, Wellington     |
| 16:30       |             | Relatório | Thiam 77' | Público: 10 258 Árbitro: ROU Ovidiu Haţegan |

### Semifinal
| 17 de junho | Brasil                                                                  | 5 – 0     | Senegal | Christchurch Stadium, Christchurch         |
| 16:00       | Correa 5' (g.c.) · Marcos Guilherme 7', 78' · Boschilia 19' · Jorge 35' | Relatório |         | Público: 9 251 Árbitro: ITA Daniele Orsato |

| 17 de junho | Sérvia                      | 2 – 1 (pro) | Mali     | North Harbour Stadium, Auckland             |
| 19:30       | Živković 4' · Šaponjić 101' | Relatório   | Koné 39' | Público: 10 818 Árbitro: ARG Mauro Vigliano |

### Disputa pelo terceiro lugar
| 20 de junho | Senegal   | 1 – 3     | Mali                                  | North Harbour Stadium, Auckland           |
| 13:30       | Wadji 64' | Relatório | A. Traoré 74', 83' · Samassékou 90+1' | Público: 12 421 Árbitro: EGY Gehad Grisha |

### Final
| 20 de junho | Brasil              | 1 – 2 (pro) | Sérvia                       | North Harbour Stadium, Auckland               |
| 17:00       | Andreas Pereira 73' | Relatório   | Mandić 70' · Maksimović 118' | Público: 25 317 Árbitro: KSA Fahad Al-Mirdasi |

## Premiação
| Copa do Mundo FIFA Sub-20 de 2015 |
| Sérvia                            |
| --------------------------------- |
| SÉRVIA Campeã (2º título¹)        |

| Chuteira de Ouro      | Chuteira de Prata | Chuteira de Bronze          |
| --------------------- | ----------------- | --------------------------- |
| UKR Viktor Kovalenko  | HUN Bence Mervó   | GER Marc Stendera           |
| Bola de Ouro          | Bola de Prata     | Bola de Bronze              |
| MLI Adama Traoré      | BRA Danilo        | SRB Sergej Milinković-Savić |
| Luva de Ouro          |                   |                             |
| SRB Predrag Rajković  |                   |                             |
| Troféu FIFA Fair Play |                   |                             |
| Ucrânia               |                   |                             |

## Artilharia
5 gols (2)
- HUN Bence Mervó
- UKR Viktor Kovalenko

4 gols (4)
- GER Hany Mukhtar
- GER Marc Stendera
- MLI Adama Traoré
- POR André Silva

3 gols (3)
- GER Niklas Stark
- USA Rubio Rubin
- UZB Dostonbek Khamdamov

2 gols (27)
- ARG Ángel Correa
- BRA Andreas Pereira
- BRA Boschilia
- BRA Judivan
- BRA Marcos Guilherme
- FIJ Iosefo Verevou
- GER Grischa Prömel
- GER Julian Brandt
- GHA Yaw Yeboah
- HON Bryan Róchez
- MLI Diadie Samassékou
- MLI Dieudonne Gbakle
- NGA Godwin Saviour
- NGA Isaac Success
- NGA Taiwo Awoniyi
- PAN Fidel Escobar
- POR Gelson Martins
- POR Nuno Santos
- SEN Mamadou Thiam
- SRB Andrija Živković
- SRB Ivan Šaponjić
- SRB Nemanja Maksimović
- SRB Staniša Mandić
- UKR Artem Biesiedin
- USA Emerson Hyndman
- UZB Eldor Shomurodov

1 gol (58)
- UZB Zabikhillo Urinboev
- ARG Emiliano Buendía
- ARG Giovanni Simeone
- AUT Bernd Gschweidl
- AUT Valentin Grubeck
- BRA Danilo
- BRA Gabriel Jesus
- BRA Jean Carlos
- BRA Jorge
- BRA Léo Pereira
- COL Alexis Zapata
- COL Joao Rodríguez
- COL Rafael Santos Borré
- FIJ Saula Waqa
- GER Kevin Akpoguma
- GER Levin Öztunalı
- GER Marvin Stefaniak
- GHA Benjamin Tetteh
- GHA Clifford Aboagye
- GHA Emmanuel Boateng
- HON Jhow Benavídez
- HON Kevin Álvarez
- HUN Dávid Forgács
- HUN Zsolt Kalmár
- MEX Hirving Lozano
- MEX Kevin Gutiérrez
- MLI Aboubacar Doumbia
- MLI Souleymane Coulibaly
- MLI Youssouf Koné
- MYA Aung Thu
- MYA Yan Naing Oo
- NGA Kingsley Sokari
- NGA Musa Yahaya
- NZL Clayton Lewis
- NZL Joel Stevens
- NZL Monty Patterson
- NZL Noah Billingsley
- NZL Sam Brotherton
- NZL Stuart Holthusen
- PAN Jhamal Rodríguez
- POR Ivo
- POR João Vigário
- POR Raphael Guzzo
- PRK Choe Ju-Song
- QAT Akram Afif
- SEN Alhassane Sylla
- SEN Ibrahima Wadji
- SEN Moussa Koné
- SEN Sidy Sarr
- SRB Sergej Milinković-Savić
- UKR Eduard Sobol
- UKR Roman Yaremchuk
- UKR Valeriy Luchkevych
- URU Franco Acosta
- URU Gastón Pereiro
- URU Mathías Suárez
- USA Maki Tall
- USA Paul Arriola
- UZB Mirjamol Kosimov

Gols contra (6)
- GER Marvin Schwäbe (a favor de Honduras)
- HON Kevin Álvarez (a favor de Fiji)
- HUN Atilla Talabér (a favor da Sérvia)
- PAN Chin Hormechea (a favor da Áustria)
- PRK Min Hyo-Song (a favor do Brasil)
- SEN Andelinou Correa (a favor do Brasil)